# Igor Angelovski
Igor Angelovski (in macedone Игор Ангеловски?; Skopje, 2 giugno 1976) è un allenatore di calcio ed ex calciatore macedone, di ruolo centrocampista.

## Carriera

### Allenatore
Il 27 agosto 2022 succede Samir Toplak alla guida del HNK Gorica firmando un contratto valido fino all'estate del 2024.
Il 5 novembre seguente viene esonerato in seguito alla sconfitta di campionato per mano dell'Istria 1961 (1-0).

## Statistiche

### Nazionale nel dettaglio
Statistiche aggiornate al 1º giugno 2021.
| 2016                      | Macedonia del Nord        | Qual. Mondiale 2018       | 5º nel Gruppo G, non qualificato         | 4  | 0  | 0  | 4  | &0,00   | 4  | 11 | -7  |
| 2017                      | Macedonia del Nord        | Qual. Mondiale 2018       | 5º nel Gruppo G, non qualificato         | 6  | 3  | 2  | 1  | 50,00   | 11 | 4  | +7  |
| 2018                      | Macedonia del Nord        | UEFA Nations League       | 1º nel gruppo 4 della lega D, promosso   | 6  | 5  | 0  | 1  | 83,33   | 14 | 5  | +9  |
| 2019                      | Macedonia del Nord        | Qual. Euro 2020           | 3º nel gruppo G, qualificato ai play-off | 10 | 4  | 2  | 4  | 40,00   | 12 | 13 | -1  |
| 2020                      | Macedonia del Nord        | Qual. Euro 2020           | 3º nel gruppo G, qualificato ai play-off | 2  | 2  | 0  | 0  | 100,00& | 3  | 1  | +2  |
| 2020                      | Macedonia del Nord        | UEFA Nations League       | 3º nel gruppo 2 della lega C             | 6  | 2  | 3  | 1  | 33,33   | 9  | 8  | +1  |
| giu./lug. 2021            | Macedonia del Nord        | Euro 2020                 | 4º nel gruppo C                          | 3  | 0  | 0  | 3  | &0,00   | 2  | 8  | -6  |
| 2021                      | Macedonia del Nord        | Qual. Mondiale 2022       | nel gruppo J                             | 3  | 2  | 0  | 1  | 66,67   | 9  | 4  | +5  |
| Dal 2015                  | Macedonia del Nord        | Amichevoli                |                                          | 11 | 4  | 4  | 3  | 36,36   | 15 | 9  | +6  |
| Totale Macedonia del Nord | Totale Macedonia del Nord | Totale Macedonia del Nord | Totale Macedonia del Nord                | 51 | 22 | 11 | 18 | 43,14   | 79 | 63 | +16 |

## Palmarès

### Allenatore

#### Competizioni nazionali
- Campionato macedone: 1

Rabotnički: 2013-2014
- Coppa di Macedonia: 2

Rabotnički: 2013-2014, 2014-2015